# R. Toros
Toros Rasguélénian, dit Toros Rast-Klan, dit Toros, né le 12 décembre 1934 à Alep (Syrie) et mort le 29 juillet 2020 os est sa signature d’artiste. Le nom de Toros est celui d’un oncle qui mourut brûlé dans une église avec trois cents enfants lors du génocide.

## Biographie
Né à Alep (Syrie) dans une famille arménienne modeste originaire d'Ourfa, il quitte l’école à 11 ans et exerce divers métiers avant de travailler le métal : soudeur à l’arc, serrurier, ferronnier. À 25 ans, il a sa propre entreprise de ferronnerie et fabrique des lits et des poêles. Un architecte lui commande une croix pour le clocher de l’église Saint Kevork d’Alep.
Au cours d’un voyage en Arménie (alors en URSS) en 1962, il découvre la statue équestre de David de Sassoun, qui est pour lui une révélation. De retour à Alep, il se met à la sculpture du métal, réalise des fontaines, et après plusieurs expositions il obtient en 1966 le premier prix de sculpture pour L’Émancipation de la femme arabe.
En 1967, il décide de se rendre en France pour suivre des études artistiques. Il rencontre des peintres et des sculpteurs qui le dissuadent d’entrer aux Beaux-Arts. Il poursuit donc son œuvre avec sa seule expérience personnelle. Il s’installe à Valence, puis à Romans, dans la Drôme, dans une région où s’est établie une importante communauté arménienne. Toros œuvre beaucoup dans le souvenir de ses racines, il est l’auteur d’un grand nombre de monuments à la mémoire des victimes du génocide arménien : à Valence, Aix-en-Provence, Marseille, Saint-Étienne. Il est aussi l’auteur du trophée Toros décerné chaque année à Marseille pour récompenser les meilleurs auteurs de la littérature franco-arménienne.
Il meurt le 29 juillet 2020 à Romans-sur-Isère. Ses obsèques sont célébrées le 31 juillet à l'église Saint-Sahag de Valence en présence d'Hugues Moutouh et de Didier Guillaume. Il repose à Romans.

## Œuvres
Expositions :
- 1968 : galerie Bost, Valence
- 1970 : salon d'automne, Paris
- 1972 : galerie Jean Dulac, Lyon
- 1975 : galerie Pyramide, Vienne
- 1979-1988 : galerie Colette Dubois, Paris
- 1998 : fondation E Schigling Ottebeuren, Allemagne
- 1996-2000 : Consortium International des Arts, Menton - Mégeve - Saint-Tropez
- 2006 à nos jours : Galerie Saint Hubert, Lyon
- 2012-2013 : rétrospective Musée d'Art contemporain, Montélimar
- 2016 : Du Dessin à la sculpture - Musée International de la chaussure, Romans
- 2017 : La Paix : Toros œuvre intégrale UNESCO, Paris
- 2022 : Paradjanov & Toros Musée Despiau - Wlérick, Mont de Marsan

```
 2023 : "Si je sculpte ..." exposition des oeuvres de Toros au Musée des tapisseries Aix en Provence 
```

### Monuments en Syrie
- 1965 : la fontaine aux oiseaux, Alep
- 1966 : l'émancipation de la femme arabe, Alep

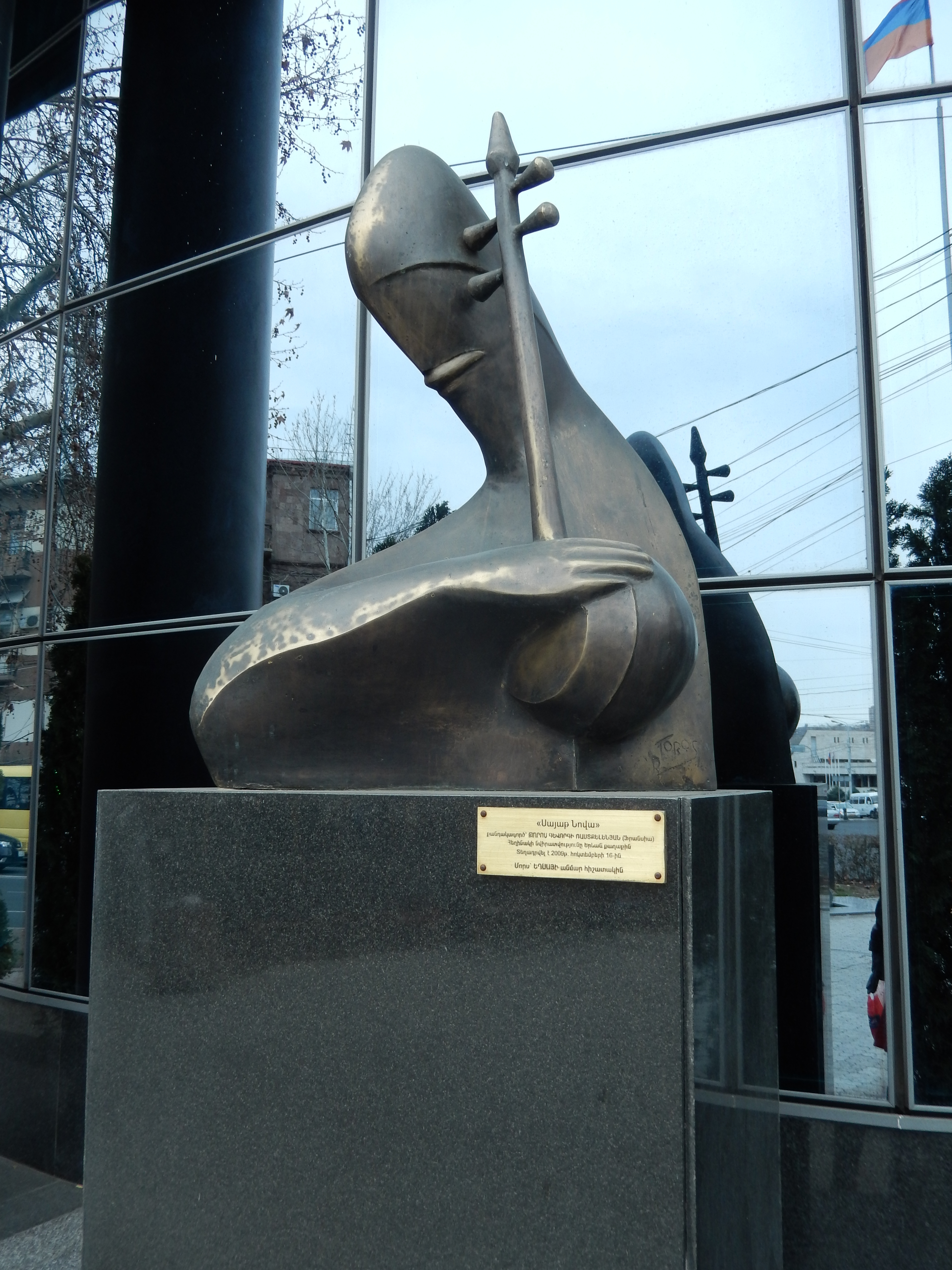
Sayat Nova, Erevan

### Monuments et lieux publics en France
- 1972 : Monument du génocide de Marseille, avenue du Prado, Marseille
- 1981 : la fontaine Le Flûtiste, Romans-sur-Isère
- 1981 : Stèle du génocide, Vienne
- 1983 : Monument pour la résistance, place des Cardeurs, Aix-en-Provence
- 1983 : Monument du génocide arménien, La rotonde, Aix-en-Provence
- 1984 : autel de l'église Notre-Dame-de-Lourdes, Romans-sur-Isère
- 1985 : Monument du génocide arménien, Valence
- 1985 : La maternité, Bourg-de-Péage
- 1988 : Monument du génocide arménien, Saint-Étienne
- 1989 : Le golfeur, Golf d'Albon
- 1994 : Maternité et jeune fille, commanderie de l'ordre de Malte, Devesset
- 1995 : La Fierté, parvis des droits de l'homme, Romans-sur-Isère
- 2001 : La femme au chapeau, espace François Mitterrand, Bourg-de-Péage
- 2004 : Le rendez-vous, place Pie VI, Valence
- 2004 : La joueuse de Lyre, fontaine de l'Europe, Saint-Donat
- 2004 : La mère et l'enfant, Conseil général de la Drôme
- 2005 : L'infini, sculpture en mouvement, ESISAR, Valence
- 2006 : autel, église du Saint Curé d'Ars, Romans-sur-Isère
- 2007 : Monument pour tous les génocides, Saint-Martin-d'Hères.
- 2008 : La Drôme, Montélimar
- 2008 : La danseuse, Massy-Palaiseau
- 2011 : Lenfant et le savoir, Parvis de la Médiatique, Bourg-lès-Valence
- 2012 : Cérès, Tain-l'Hermitage
- 2012 : Tête de taureau, Tain-l'Hermitage
- 2012 : Hommage au préfet Jean Moulin, cour d'honneur, préfecture de la Drôme, Valence
- 2013 : Le cerf, bois des Naix, Bourg-de-Péage
- 2013 : L'infini, place Henri Verneuil, Marseille
- 2015 : L’Aigle d’Arménie, parc de Sceaux, Antony
- 2015 : Buste de Komitas, Jardin d'Arménie, Sarcelles
- 2015 : L'allégorie du chocolat, cité du chocolat Valrhona, Tain-l'Hermitage
- 2015 : L'infini, square de France, Stepanakert, république du Haut-Karabagh
- 2016 : Les ailes de la Paix, Hôtel de ville, Antony
- 2017 : La flamme, SDIS de la Drôme (caserne des pompiers), Valence
- 2018 : La femme en bleu, place Jean Jaurès, Romans-sur-Isère
- 2019 : Buste de Komitas, Ambassade d’Arménie, Paris
- 2020 : Stèle commémorant le génocide arménien - sculpture Mère Arménie, Carry le Rouet
- 2020 : La souffrance de l'humanité, hommage à Missak Manouchian et au Groupe Manouchian, Valence.

- 2021 : le penseur hommage aux victimes des attentats Romans sur Isère
- 2023 : La fontaine aux oiseaux, Square Toros Romans sur Isère

### Monument en Arménie
- 2009 : Sayat Nova, Erevan

Monument en République du Haut Karabagh
- 2015 : l'infini (Stepanakerk)

## Musées
- Erevan (Arménie)
- Lisbonne (Portugal) fondation Calouste Gulbenkian
- Muséum institut Komitas Erevan, Arménie

## Filmographie
- Le Voluptueux (court métrage)
- Destin et Art "Toros " Documentaire Man pictures Erevan
- Un destin documentaire TVI Turquie
- Toros sculpteur documentaire YouTube
- Toros " LE SCULPTEUR " La Légion d'Honneur  Documentaire Arto Pehlivanian  durée 65'  2010
- " LIGNES de FEMMES " Valence . Documentaire  Arto Pehlivanian 19/10/2011  Durée 57 ÉGLISE SAINT SAHAG VALENCE "
- EGLSE SAINT SAHAG VALENCE " Inauguration du buste de KOMITAS "  Documentaire Arto Pehlivanian. 22/10/2011 Durée 28'
- " PLÉNITUDE de TOROS "  Musée d'Art Contemporain Montélimar .. Durée 59' 15 / 12 / 2013 Documentaire Arto Pehlivanian
- TOROS À TAIN L'HERMITAGE " Médaille D'or de la Ville " 50 ans de sculpture (1962- 1912) documentaire de Arto Pehlivanian  2012 durée 36 '
- TOROS " LE PENSEUR " SA VIE  ( Rétro ) Documentaire Arto Pehlivanian 2012 Durée 25'
- TOROS " L'AIGLE D'ARMÉNIE "  Domaine du parc de Sceaux 11/04/2015 Un film de Arto Pehlivanian Durée 36'  You Tube
- DU DESSIN À LA SCULPTURE Musée Internationale de la Chaussure Romans sur Isère Un film de Arto Pehlivanian 2016 Durée 1h 14
- UNESCO  " LA PAIX " TOROS oeuvre intégrale Un film de Arto Pehlivanian 28/11/2017 Durée 37'  You Tube